# Le Rhinocéros (Longhi)
Pour les articles homonymes, voir Le Rhinocéros.
Le Rhinocéros est un tableau du peintre italien Pietro Longhi, situé dans le palais Ca' Rezzonico de Venise, au sein du Musée de Venise du XVIIIe siècle.

## Histoire
En 1895, l'œuvre, jusqu'alors exposée dans la collection Morosini à Venise, fut achetée par les Musées Civiques vénitiens, puis transférée au musée actuel en 1936. Elle fut restaurée en 1946 par Antonio Lazzarin.

## Description
Le sujet représenté est le rhinocéros indien femelle Clara, devenu célèbre dans l'Europe du XVIIIe siècle pour la tournée des villes les plus importantes du continent, qu'elle a accomplie en 17 ans de sa vie. Elle a été ramenée directement du Bengale par Douwe Mout van der Meer, capitaine de l'Inde néerlandaise.
La description ironique du déclin de l'aristocratie, typique des œuvres de Longhi, est visible d'abord dans le tas de fumier aux pieds du rhinocéros, représenté au premier plan dans toute sa taille, en net contraste donc, avec les règles du bon goût digne. L'animal mange la paille avec un air désormais résigné, observé par les aristocrates sur les marches ; ceux ci présentent des expressions à la fois indifférentes et totalement absentes.

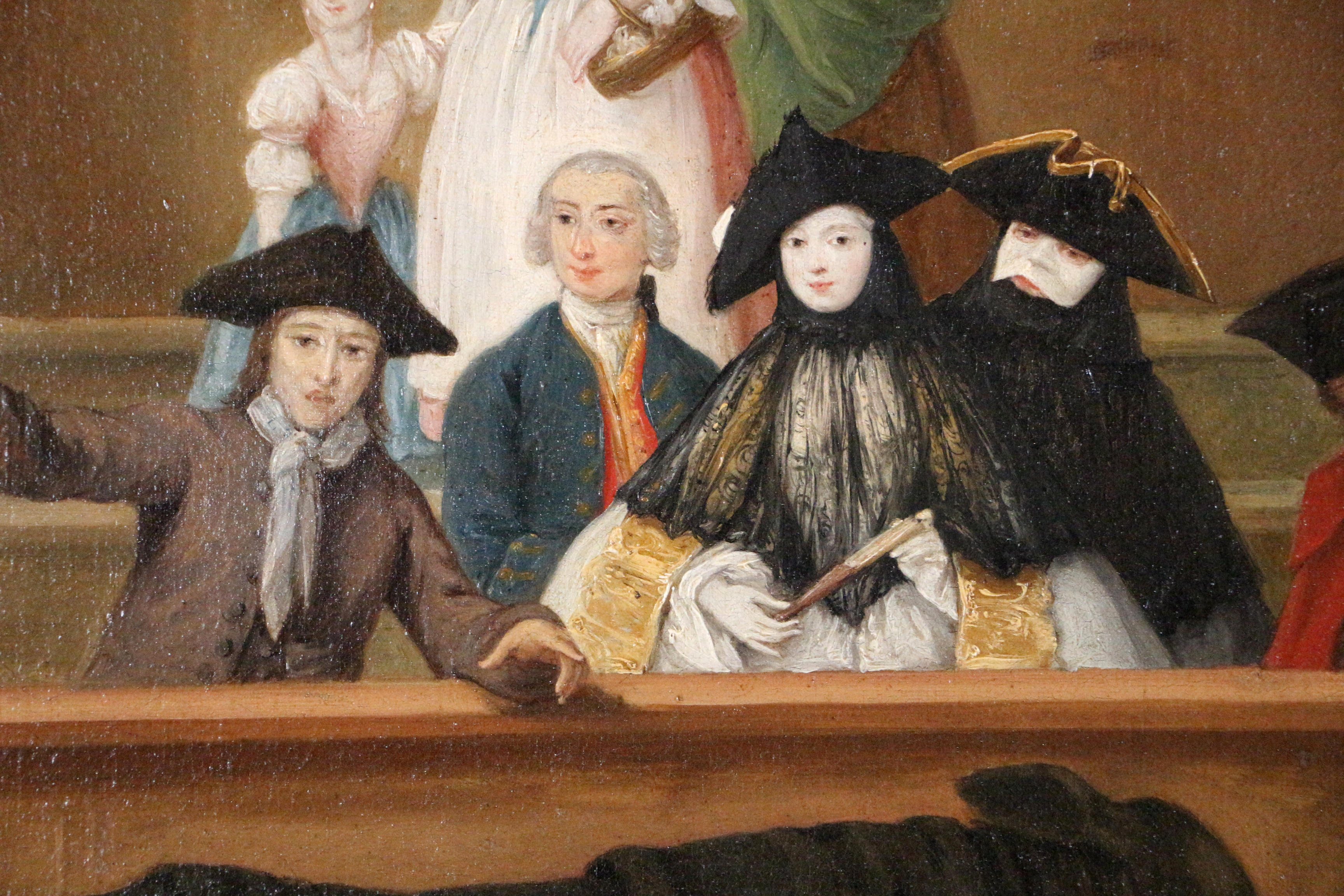
Les aristocrates des premiers rangs.

En regardant, de gauche à droite, les nobles du premier rang, on peut voir le premier homme, propriétaire de l'animal, levant un fouet avec son bras droit et montrant dans sa main la corne sciée du rhinocéros, manquante sur l'animal. Chez le quatrième noble, on peut voir des vêtements typiquement vénitiens, en effet ce dernier porte la bauta, un chapeau tricorne et un manteau. Le jeune homme le plus à droite est en train de fumer.

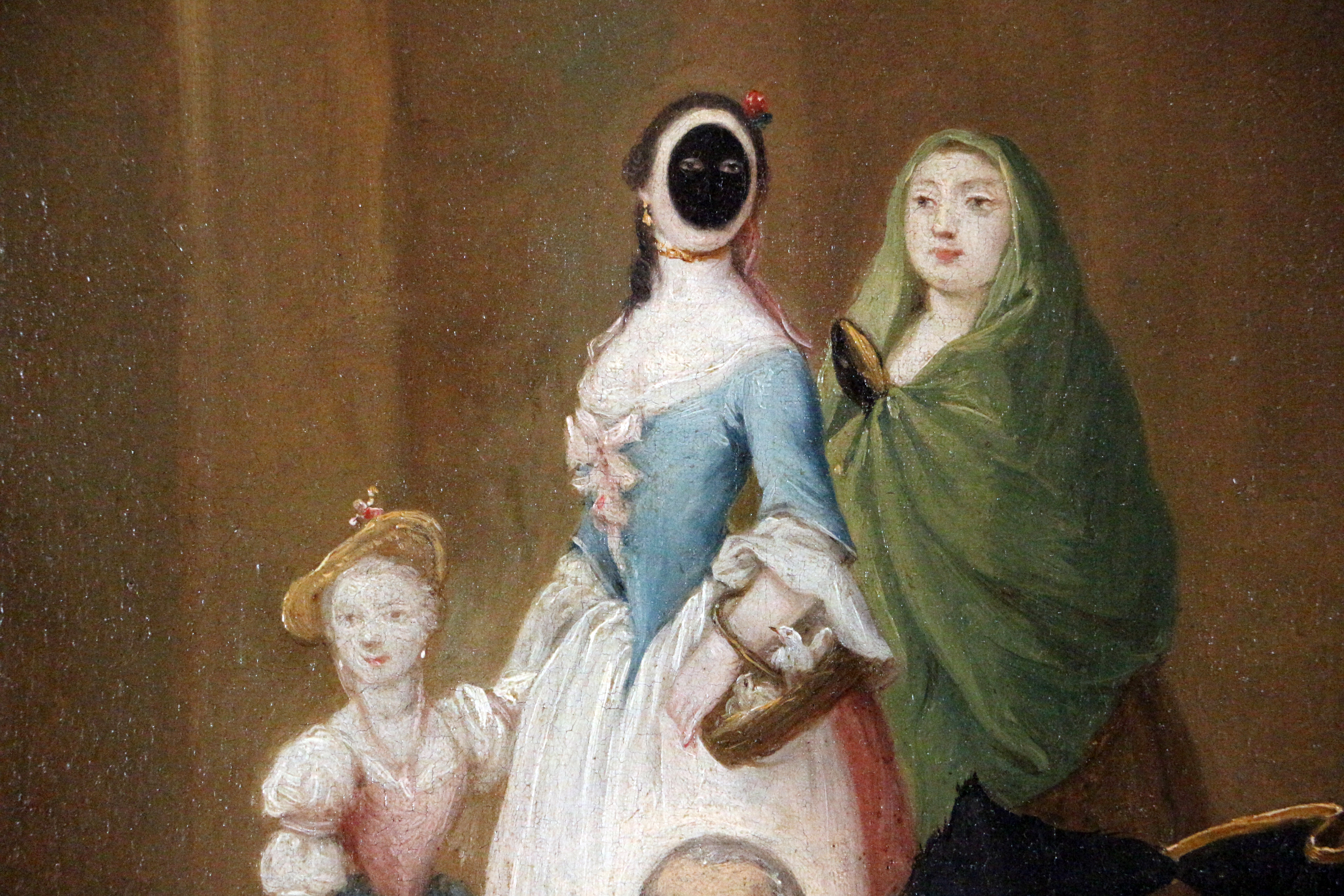
Les femmes nobles du deuxième rang.

Dans la rangée du second gradin, la noble femme au centre porte un autre vêtement vénitien caractéristique,  la moretta, un masque noir de forme circulaire. A sa droite, une jeune fille, et une femme mature à sa gauche, enveloppée dans un manteau vert.

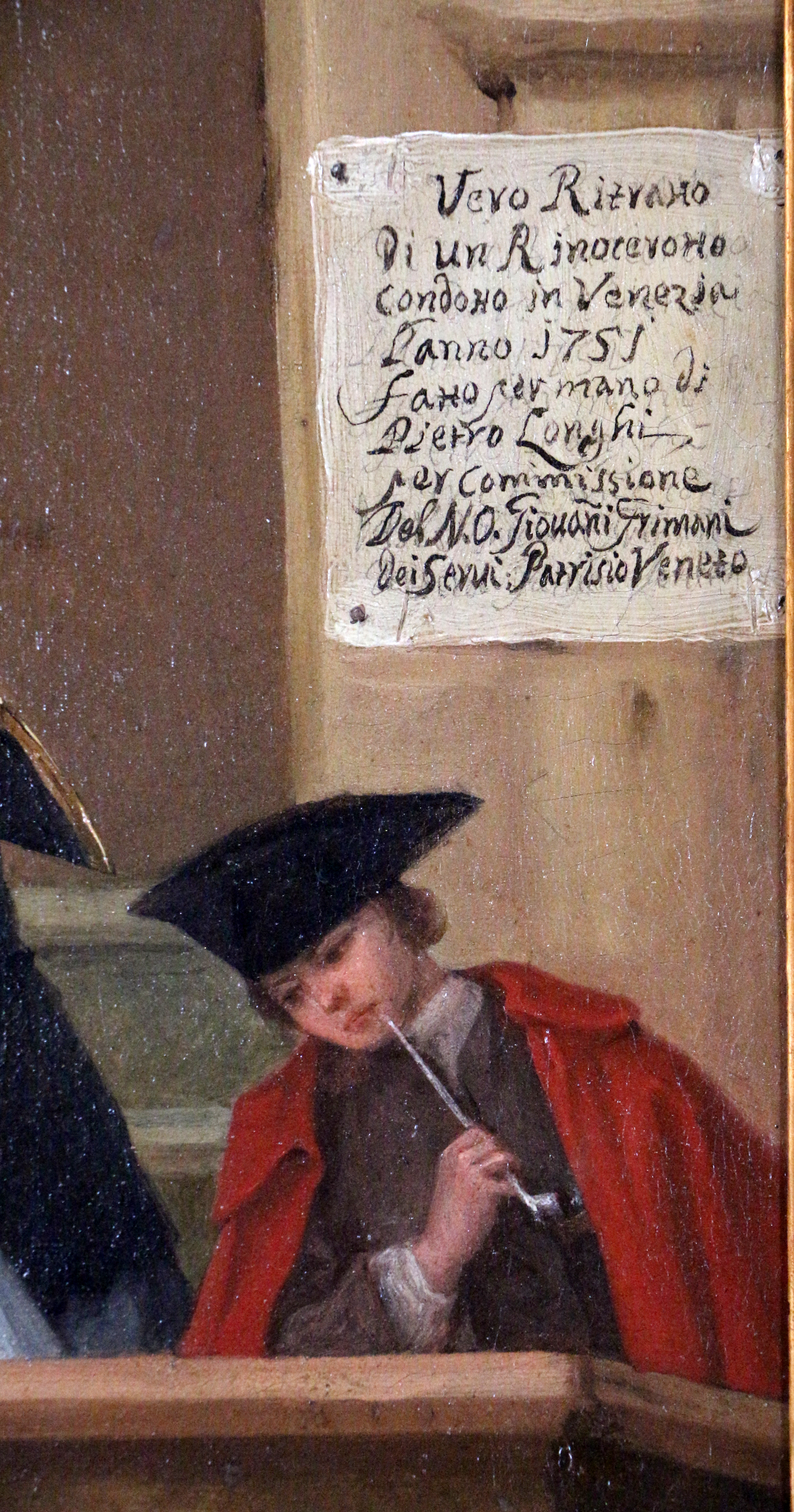
Le parchemin accroché derrière le jeune homme fumant la pipe.

À droite, sur le mur en bois, est cloué un parchemin qui permet de lire l'inscription suivante : " Vrai Portrait / d'un Rhinocéros / emmené à Venise / l'année 1751 / réalisé de la main de / Pietro Longhi / par commande / du N.O. Giovanni Grimani / des Serviteurs de Patrizio Veneto ".
Le noble mentionné dans l'écrit, Giovanni Grimani, qui avait 23 ans au moment du tableau, a sans surprise commandé à Longhi une œuvre sur ce sujet. Il possédait en effet une sorte de zoo privé, avec de nombreux animaux exotiques, à l'intérieur de sa villa. Il est également représenté dans l'œuvre. C'est le deuxième aristocrate visible dès les premiers gradins. La personne représentée à sa gauche est Caterina Contarini, son épouse, morte le lendemain de la réalisation du tableau, après la naissance de leur unique enfant.

## La version de Londres

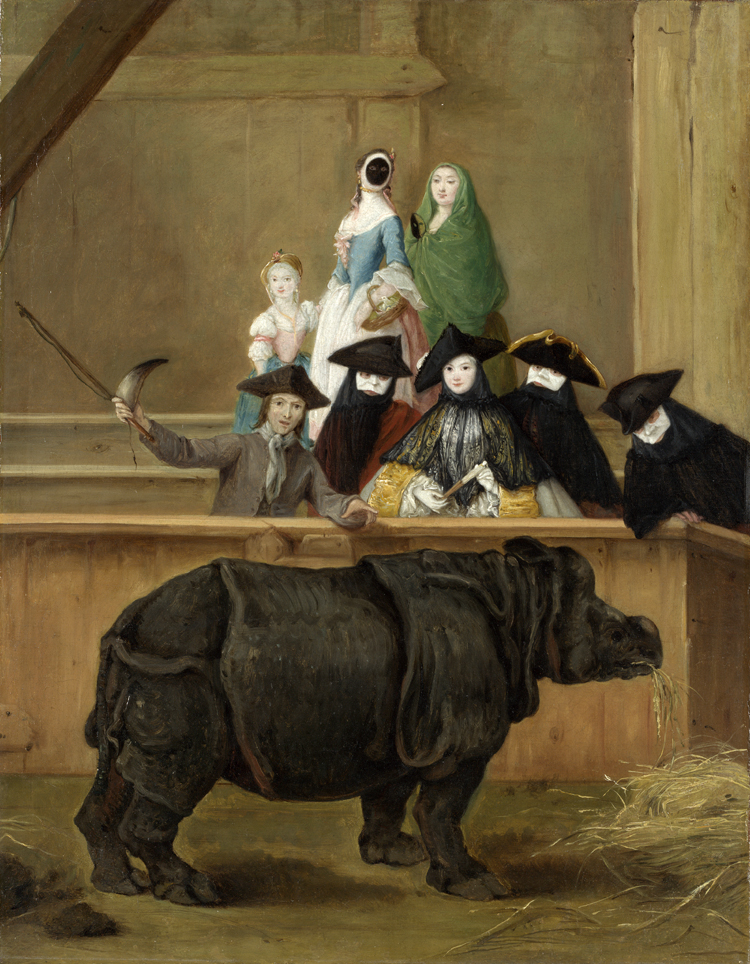
Pietro Longhi, Exposition d'un rhinocéros à Venise, 1751, 60,5×47, huile sur toile, National Gallery, Londres.

Une autre version du tableau, cette fois commandée par le noble Girolamo Mocenigo et intitulée Exposition d'un rhinocéros à Venise, est exposée à la National Gallery de Londres. Le nom du client a été révélé, lors d'un rentoilage, au revers de la toile, par une inscription indiquant : "... par commission du Noble Homme Sier / Girolamo Mocenigo / Patrizio Veneto ".
Ici le cartouche de la version exposée à Venise est absent tandis que les deuxième et cinquième nobles de la première rangée sont masqués.